# Hipótesis del pulso de cambio
La hipótesis del pulso de cambio, formulada por la paleontóloga Elisabeth Vrba, sugiere que los cambios importantes en el clima o el ecosistema a menudo resultan en un período de rápida extinción y una alta aparición de nuevas especies (un "pulso") en múltiples linajes diferentes. Los cambios pueden incluir cambio climático, desplazamiento de placas tectónicas y catástrofes, entre otras cosas. Puede verse como una extensión del concepto de radiación evolutiva de un contexto de un solo clado a uno de múltiples clados .

## Teoría
Los ecosistemas experimentan periódicamente alteraciones importantes que provocan extinciones masivas y especiación. Vrba propuso que los cambios en el clima, a través de su efecto sobre el medio ambiente físico, dan como resultado la "división de poblaciones animales en grupos aislados geográfica y genéticamente ", que posteriormente evolucionan en especies separadas. También predice que dentro de un ecosistema esto debería ocurrir para diferentes grupos de animales al mismo tiempo, creando un "pulso sincrónico" a través de múltiples linajes.
La hipótesis se desarrolló para explicar los diferentes patrones de evolución observados en los antílopes africanos. Vrba argumentó que la fauna de mamíferos de África oriental experimentó un rápido estallido de extinción y especiación entre 2.8Ma y 2.5Ma, causado por una gran fluctuación en la temperatura. Durante este evento, muchas especies intentaron moverse de sus hábitats ahora inhabitables y desarrollaron diferentes adaptaciones en sus nuevos entornos, evolucionando a diferentes especies. Por ejemplo, los antílopes investigados por Vrba, evolucionaron de ramoneadores a pastadores. El apoyo a la hipótesis de Vrba, de que los diferentes clados se adaptarían todos sincrónicamente y junto con los eventos climáticos, provino del registro fósil de roedores del valle del río Omo . 
Vrba propuso estos cambios como la chispa para el surgimiento del linaje Homo, y su diferenciaciónde otros homínidos, que data de la misma época que los antílopes y los roedores. Esto se alinea con la hipótesis de la sabana (o "hipótesis de la aridez"), que sugiere que el aumento de la aridez condujo al crecimiento y expansión de la sabana, lo que empujó a los homínidos a bajar de los árboles y caminar de manera bípeda. Los primeros sitios arqueológicos que contienen herramientas también datan de este período. Sin embargo, todavía es posible que el género Homo ya hubiera evolucionado antes de este evento climático.

## Crítica
El principal punto de vista opuesto es la hipótesis de la Reina Roja, propuesta por Leigh Van Valen, que sostiene que la extinción ocurre en un recambio constante, en lugar de pulsos.
Los estudios sobre fósiles de la cuenca de Turkana en el momento del cambio dramático conjeturado hace 2,5 millones de años encontraron que la tasa de adaptación fue significativamente menor de lo que había sido predicho por la hipótesis de pulso de cambio, con una rotación de especies de 50% a 60% distribuida en 1 millones de años en lugar de una facturación del 90% en unos pocos cientos de miles. Las explicaciones sugeridas para la discrepancia incluyen que "las variaciones en la abundancia de fósiles a través del tiempo sesgaron los datos de Vrba, creando un pico falso" o que el "valle del rift de Turkana, que tenía un río rodeado por bosques en este momento, estaba protegido de los cambios climáticos dramáticos" . 
Un cambio a un clima más frío y seco y en algún punto entre 2.8Ma y 2.5Ma es ampliamente aceptado (y corroborado por la composición de las capas de sedimentos en el lecho marino), pero se han producido picos de adaptación entre diferentes especies en África Oriental lo que significa que aunque la evidencia de grandes mamíferos es consistente con la idea de un cambio de fauna en el Plioceno tardío, actualmente no hay acuerdo sobre su extensión y fecha precisa.
Si bien existe un consenso de que los principales eventos climáticos causan una extinción generalizada, otros estudios de África Oriental y otras regiones no han logrado identificar ningún evento similar a un pulso que provoque una evolución o especiación sincrónica, y esto probablemente se basa en las condiciones locales.